# He Said She Said
He Said She Said è il secondo singolo estratto dall'album Headstrong di Ashley Tisdale. La canzone è stata scritta dal compositore/produttore J.R. Rotem, da Evan Bogart e da Ryan Tedder. È stata pubblicata su iTunes il 19 dicembre 2006, per essere poi pubblicata come singolo negli Stati Uniti e in Gran Bretagna il 17 settembre 2007 ed in Germania il 26 ottobre 2007. Il singolo è stato incluso nella colonna sonora del film Cloverfield e nei titoli di coda di Ragazze nel pallone: pronte a vincere.

## Versioni
Sono state pubblicate tre versioni del singolo:
- la prima (dicembre 2006) è stata tratta da High School Musical: Il concerto ed è stata trasmessa soprattutto su Radio Disney;
- la seconda (trasmessa dalle altre radio e usata per il video musicale) è stata tratta dall'album ed è stata completamente ri-registrata per renderla meno esplicita;
- la terza è stata pubblicata come versione esclusiva solo per iTunes.

Originariamente He Said She Said avrebbe dovuto essere il primo singolo dall'album, tanto che venne pubblicata in radio a febbraio 2007. A causa dei contenuti giudicati troppo espliciti dalla Disney, la pubblicazione del singolo venne però rimandata a favore di Be Good to Me.
Il testo della canzone originale recitava:
La Disney dunque fece pubblicare una versione leggermente modificata della strofa:
Inoltre il sesto verso della prima strofa è stato cambiato da she blowin' your mind with her asset a she got everything you can't pass it.

## Tracce
He Said She Said (MegaRemix EP)
Nel giugno 2009 fu immesso su iTunes e Amazon.com un EP contenente sedici remix della canzone.
1. He Said She Said – 5:59 – Von Doom Mixshow
2. He Said She Said – 7:15 – Von Doom Club Remix
3. He Said She Said – 4:12 – Von Doom Radio Edit
4. He Said She Said – 4:58 – Redtop Edit
5. He Said She Said – 7:22 – Redtop Edit Club Mix
6. He Said She Said – 3:39 – Jack D. Elliot Radio Mix
7. He Said She Said – 4:57 – Morgan Page Club Edit
8. He Said She Said – 7:18 – Morgan Page Club
9. He Said She Said – 3:17 – Funky Junction & Antony Reale Radio Edit
10. He Said She Said – 8:08 – Friscia & Lamboy's Club
11. He Said She Said – 7:33 – Friscia & Lamboy's Dub
12. He Said She Said – 6:07 – Friscia & Lamboy's Mixshow
13. He Said She Said – 4:43 – DJ Gomi's Radio Vox
14. He Said She Said – 4:55 – Funky Junction & Korovon Club Mix
15. He Said She Said – 3:08 – Karaoke Version
16. He Said She Said – 3:49 – Friscia & Lamboy's Radio

## Classifiche
| Classifica (2007-08) | Posizione massima |
| -------------------- | ----------------- |
| Austria              | 21                |
| Canada               | 62                |
| Europa               | 65                |
| Germania             | 17                |
| Regno Unito          | 155               |
| Stati Uniti          | 58                |